# الديمقراطية المحافظة
الديمقراطية المحافظة (بالتركية: muhafazakâr demokrasi)‏ علامة صاغها حزب العدالة والتنمية الحاكم في تركيا لوصف الديمقراطية الإسلامية. من خلال تشكيلها كحزب انفصالي حديث عن الحركات الإسلامية السابقة، وُصفت الإيديولوجية الديمقراطية المحافظة لحزب العدالة والتنمية بأنها خروج عن الديمقراطية الإسلامية أو اعتدالها وتأييد قيم أكثر علمانية وديمقراطية. أدى النجاح الانتخابي والسياسة الخارجية العثمانية الجديدة لحزب العدالة والتنمية، والتي تهدف إلى توسيع نفوذ تركيا الإقليمي، إلى تعزيز المثل الديمقراطي المحافظ للحزب في بلدان أخرى، مثل حزب العدالة والتنمية في المغرب وحركة النهضة في تونس.
يبرز مصطلح «الديمقراطية المحافظة» بمعناه الأوسع مدى توافق الإسلام مع الديمقراطية وسياسة خارجية ذات توجه غربي واقتصاديات نيوليبرالية وعلمانية داخل الحكومة. بما أن هذا الرأي قد انعكس في العديد من مبادرات السياسة الاقتصادية والخارجية والمحلية والاجتماعية، فقد تمت الإشارة إلى مصطلح «الديمقراطية المحافظة» كمؤشر عائم يشمل تحالفًا واسعًا من الأفكار. في المقابل وبسبب تعريفه الواسع، تم اتهام هذا المصطلح أيضًا بأنه رنجة حمراء مصممة لإخفاء أجندة إسلامية خفية مع الحفاظ على الدعم العام.
من الأفضل تحديد المثل الرئيسي للديمقراطية المحافظة عند مقارنتها بالإيديولوجية الإسلامية التي تنادي بها الأحزاب السابقة لحزب العدالة والتنمية. يوجد تباين جوهري بين الاثنين، على سبيل المثال، في موقفهم فيما يتعلق بالاتحاد الأوروبي وإسرائيل والولايات المتحدة والسياسة الاقتصادية، وبدرجة أقل، السياسة الاجتماعية.

## التطور السياسي

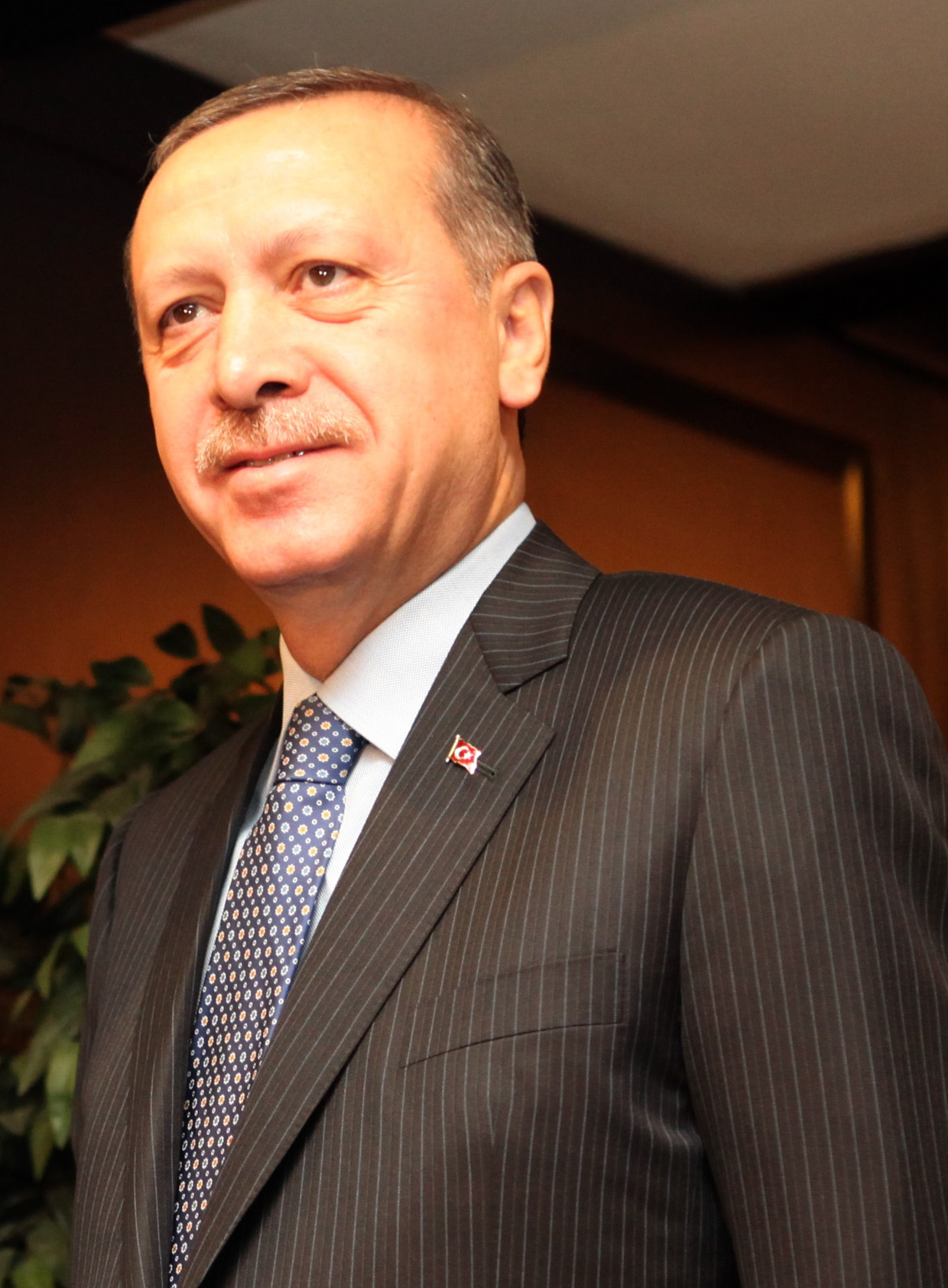
الرئيس التركي رجب طيب أردوغان، الذي صاغ مصطلح «الديمقراطية المحافظة»

تم تشكيل حزب العدالة والتنمية في عام 2001 بعد أن تخلى السياسيون المعتدلون عن حزب الفضيلة الإسلامي من أجل تأسيس حزب سياسي عصري بدلاً من ذلك. وشمل ذلك عمدة إسطنبول السابق، رجب طيب أردوغان والنائب عن قيصرية عبد الله جول. وحصل حزب العدالة والتنمية، الذي حصل على دعم العديد من الأعضاء من حزب الفضيلة، على الكثير من الدعم من الأحزاب الليبرالية الاقتصادية الأخرى من يمين الوسط مثل حزب المسار الحقيقي وحزب الوطن الأم في الانتخابات العامة لعام 2002. وهكذا تم وصف الحزب بأنه "تحالف يميني واسع من الإسلاميين والإسلاميين الإصلاحيين والمحافظين والقوميين واليمين الوسط والجماعات الموالية للأعمال.
بما أن العلمانية مكرسة في دستور تركيا، فقد أغلقت المحكمة الدستورية مختلف الأحزاب السياسية الإسلامية، مثل حزب النظام الوطني، وحزب الإنقاذ الوطني، وحزب الرفاهية، وحزب الفضيلة في نهاية المطاف بسبب الأنشطة المعادية للعلمانية. وقد ساهم ذلك في التخلي عن إيديولوجية إسلامية صريحة لصالح نموذج ديمقراطي محافظ موالي للعلمانية يتم قبوله من قبل الدولة. وبالتالي، فشلت قضية إغلاق حزب العدالة والتنمية في عام 2008 على أساس أن الحزب انتهك العلمانية، ولكن تم تجريده من 50% من تمويل الدولة.

### أجندة خفية
ونادراً ما حدد سياسيو حزب العدالة والتنمية مصطلح «الديمقراطية المحافظة». أثارت أصول الحزب من المنظمات الإسلامية تكهنات حول ما إذا كان الحزب في الواقع لديه أجندة سياسية إسلامية خفية ويستخدم مصطلح «الديمقراطية المحافظة» لإخفاء مثل هذه النوايا. وطرح أعضاء حزب الشعب الجمهوري المعارض وصحفيو المعارضة الرأي القائل بأن الحزب أحدث تغييرات اجتماعية ذات توجه إسلامي تدريجياً، مثل الحد من استهلاك الكحول، وكذلك بدء حملة ضد سكن الطلاب المختلطين في وقت أواخر 2013. وقد وصفت الإصلاحات الأخرى، مثل رفع حظر الحجاب في الخدمة المدنية، بأنها قضايا حقوق الإنسان من قبل المؤيدين وهجمات مفتوحة على العلمانية من قبل المنافسين.
أثار الارتفاع الكبير في مزاعم التزوير الانتخابي خلال حكومة حزب العدالة والتنمية، والتي كانت أكثر انتشارًا خلال الانتخابات المحلية لعام 2014، فضلًا عن فضائح الفساد الحكومية العديدة، تكهنات بأن حزب العدالة والتنمية ليس إسلاميا بل لديه أجندة استبدادية خفية، تهدف إلى القضاء التدريجي على الضوابط والتوازنات الديمقراطية. الإصلاحات القضائية التي أجرتها الحكومة في عام 2014 والتي تم انتقادها على أنها محاولة لتسييس المحاكم، وقمع الشرطة القاسي بعد الاحتجاجات المناهضة للحكومة في عام 2013 وزيادة الرقابة على وسائل الإعلام عززت هذا الادعاء.

## القيم
زعم الوزير السابق حسين جيليك أن الديمقراطية المحافظة لحزب العدالة والتنمية تقتصر على القضايا الاجتماعية والأخلاقية، رافضا تسميات «الإسلام المعتدل» و«الديمقراطي المسلم»، التي تم استخدامها لوصف الحزب. على الرغم من أن السياسيين الذين عرفوا أنفسهم على أنهم ديمقراطيون محافظون عادة ما أيدوا العلمانية، إلا أن الخلافات ظلت قائمة لفترة طويلة بينهم وبين العلمانيين المتشددين، الذين يدعون إلى حظر الأنشطة الدينية في المجال العام.

## التدرج

### الكحول
الضريبة العالية على المشروبات الكحولية، تسمى ضريبة الاستهلاك الخاصة (بالتركية: Özel Tüketim Vergisi)‏ ÖTV)، الذي تأسست لأول مرة في عام 2002 وزادت بشكل كبير في عام 2010 من قبل حكومة حزب العدالة والتنمية (AKP)، التي تشتهر قيادتها بنفورها من الكحول، أدت إلى زيادة كبيرة في التهريب والاحتيال التي تنطوي على المشروبات الكحولية في الدولة.
في عام 2013، حظرت القوانين الجديدة جميع أشكال الدعاية والترويج للمشروبات الكحولية، بما في ذلك «الترقيات والأنشطة الدعائية والمهرجانات والهدايا المجانية». عرضت شركات المشروبات إعلانات تنتقد الحظر.
في عام 2013، أصدرت الحكومة قوانين تحد من تراخيص البيع بالتجزئة من الساعة 10 مساءً إلى 6 صباحًا وتحظر «سكن الطلاب والمؤسسات الصحية والنوادي الرياضية وجميع أنواع المؤسسات التعليمية ومحطات الوقود» من بيع الكحول. 185000 كشك يملك تراخيص الكحول يمكن أن يتأثر.
كما تضمن القانون أيضًا تشويشًا لتصوير المشروبات الكحولية على شاشة التلفزيون وفي الأفلام، كما حدث بالفعل بالنسبة للسجائر، ولزجاجات تحمل تحذيرات صحية مشابهة لرسائل التحذير الخاصة بتغليف التبغ.

### الحجاب
في عام 2013، تم رفع الحظر المفروض على الحجاب في المؤسسات العامة بموجب مرسوم، على الرغم من أن الحظر يمر رسميا بقرارات المحكمة. تم رفع حظر ارتداء الحجاب في المدارس الثانوية في عام 2014.

### الزنا
في عام 2018، قال رجب طيب أردوغان أنه يجب على تركيا التفكير مرة أخرى في تجريم الزنا وأن تركيا ارتكبت خطأ بعدم تجريم الزنا للانضمام إلى الاتحاد الأوروبي في عام 2004.

## نقد
إلى جانب الاتهامات بكونها رنجة حمراء، تعرض مصطلح «الديمقراطية المحافظة» لانتقادات من السياسي المؤسس لحزب العدالة والتنمية، إرتوغرول يالسنباير، الذي ادعى أن برنامج حزب العدالة والتنمية لم تتم كتابته في البداية على أساس ديمقراطي محافظ ولكن بدلاً من ذلك ركز ببساطة على حماية ديمقراطية. وجادل بأنه من خلال تحديد نفسه على أنه ديمقراطي محافظ، ضغط حزب العدالة والتنمية على الناخبين لتأييد القيم المحافظة، التي تضر بالوحدة الاجتماعية وحرية الفكر. وجادل بأن مصطلح «الديمقراطي المحافظ» صاغه في الواقع نائب رئيس الوزراء يالسين أكدوغان، في كتاب بعنوان "حزب العدالة والتنمية والديمقراطية المحافظة" في عام 2004. زعم يالسنباير أيضًا أن الخلافات حول المدة ساهمت في ترك نائب آخر لرئيس الوزراء عبد اللطيف شينر حزب العدالة والتنمية وإنشاء حزب تركيا في عام 2009.